# Dumínichi
Dumínichi (ruso: Думи́ничи) es un asentamiento de tipo urbano de Rusia, capital del raión homónimo en la óblast de Kaluga.
En 2021, el territorio del asentamiento tenía una población de 6444 habitantes, de los cuales 5474 vivían en el propio asentamiento y el resto en su única pedanía, el poblado ferroviario homónimo.
Se ubica al sureste de la carretera E101, a medio camino entre Briansk y Kaluga.

## Historia
Recibe su nombre de la vecina aldea homónima, cuya existencia se conoce en documentos desde el siglo XVII.  El actual asentamiento se fundó cerca de la aldea en 1882, para dar servicio a una fundición de hierro, en lo que entonces era territorio de la vólost de Viórtnoye, en el uyezd de Zhizdra de la gobernación de Kaluga. Para distinguirlo de la aldea, originalmente se denominaba "Fábrica de Dumínichi" (Dumínichski Zavod, Думиничский завод). En 1898 se abrió aquí una estación del ferrocarril de Moscú a Briansk.
A principios del siglo XX ya superaba los dos mil habitantes. La Unión Soviética le dio el estatus de capital de vólost en 1926, de asentamiento de tipo urbano en 1927 y de capital distrital en 1929. Adoptó su actual topónimo en 1932. El asentamiento original fue destruido en la Gran Guerra Patria, quedando solamente cuatro edificios en pie; la actual localidad se reconstruyó a partir de 1947 mediante la concentración de la población de las aldeas de la zona, y rápidamente alcanzó los niveles de población anteriores a la guerra, hasta tener casi ocho mil habitantes al finalizar el siglo XX.